# 超高壓變質作用
超高壓變質作用（英語：ultra-high-pressure metamorphism）是指在足以穩定柯石英(coesite)（二氧化硅的高壓多晶型物）的壓力下的變質過程。 研究超高壓 (UHP) 變質岩的形成和出露過程，對板塊構造、地殼的組成和演化是很重要的綫索。1984 年超高壓變質岩的發現。徹底改變了我們對板塊構造的理解。在1984年之前，幾乎沒有人懷疑在大陸上的岩石會達到如此高的壓力。許多超高壓地區的形成歸因於微大陸或大陸邊緣的俯衝，所有超高壓地區的出露主要歸因於由低密度引起的浮力。雖然俯沖在低於10°C/km的低熱梯度下進行，但出露在10-30°C/km的高熱梯度下進行。
超高壓變質指在壓力≥27kbar (2.7GPa)，而能穩定柯石英的高壓環境的變質作用。根據指標礦物例如柯石英或金剛石、或指標礦物組合，例如菱鎂礦+文石 來判定。
超高壓變質作用在岩石學的指標礦物通常保存在榴輝岩中，包括柯石英、鑽石或鎂久石質（majoritic）石榴石。礦物組合也可用於識別超高壓岩石；這些組合包括菱鎂礦+文石。由於礦物隨壓力和溫度的變化而改變成分，因此礦物成分也可用於計算變質壓力和溫度；對於UHP榴輝岩，最好的地球氣壓計包括石榴石+斜輝石+K-白雲母和石榴石+斜輝石+藍晶石+柯石英/石英。大多數超高壓岩石在800 °C和3GPa的峰值條件下變質。大多數長英質超高壓岩石經歷了廣泛的退化变质作用，幾乎沒有或沒有超高壓記錄。通常，只有少數榴輝岩能保存已俯衝到地幔深處的咨詢。
目前在全球20多処找到超高壓岩石，大多數都在歐亞大陸造山帶。柯石英分佈較廣，鑽石較少，鎂久石質石榴石更少。僅產於稀有地區。最古老的超高壓地區為620Ma。最年輕的為8Ma。所有都以石英長石片麻岩為主，其中含有少量基性岩（榴輝岩）或超基性岩（含石榴石橄欖岩）。有些原岩是被動大陸邊緣的沉積物或裂谷火山序列。